# بورهام‌وود
بورهام‌وود (به انگلیسی: Borehamwood) یک شهرک در بریتانیا است که در هرتفوردشر واقع شده‌است. بورهام‌وود ۳۱٬۰۶۵ نفر جمعیت دارد.

## خواهرخوانده
شهر اوفنبورگ خواهرخواندهٔ بورهام‌وود هست.